# Edwin Foster Coddington
Edwin Foster Coddington, ameriški astronom, * 24. junij 1870, okrožje Miami, Ohio, ZDA, † 21. december 1950, Columbus, Ohio, ZDA.

## Delo
Je soodkritelj kometa Coddington-Pauly (oznaka C/1898 L1). Odkril je tri asteroide ter galaksijo IC 2574, ki je znana kot "Coddingtonova meglica".